# Merle Richard Rose
Merle Richard Rose (Fredonia, Pensilvania; 6 de marzo de 1933 - Brooksville, Florida; 10 de abril de 2021) fue un académico estadounidense. Fue el décimo presidente de la Universidad Alfred desde 1974 hasta 1978, cuando se fue para convertirse en el séptimo presidente del Instituto de Tecnología de Rochester desde 1979 hasta 1992.

## Primeros años
Merle Richard Rose nació en Fredonia, Pensilvania el 6 de marzo de 1933. Rose obtuvo una licenciatura de la Universidad Slippery Rock en 1955, una maestría en consejería del Westminster College y un Ph.D. en administración de educación superior de la Universidad de Pittsburgh.

## Carrera profesional
Sirvió en el Cuerpo de Marines de los Estados Unidos como líder de pelotón, sirviendo en servicio activo desde 1955 hasta 1959 y en reservas activas desde 1962 hasta 1986. También fue maestro de escuela en el distrito escolar de Lakeview en el condado de Mercer, Pensilvania y finalmente se fue para convertirse en profesor de educación y asistente del rector en la Universidad de Pittsburgh de 1962 a 1972. Fue nombrado subsecretario adjunto de Defensa de los Estados Unidos para la educación en 1972. En el mismo año de 1972, Rose publicó Una hoja de ruta educativa para el cumplimiento de metas humanas. En 1975, escribió, ''Educando al oficial militar estadounidense. El sistema y sus desafíos: una descripción general.''

### Universidad Alfred
Rose se convirtió en presidente de la Universidad Alfred en 1974, y sirvió hasta 1978. Entró en su mandato en la Universidad Alfred con un grupo de solicitantes cada vez menor con la economía nacional en una recesión y las instituciones privadas que amenazaban la inflación. Edward G. Coll, Jr., el duodécimo presidente de la Universidad Alfred, describió el mandato de Rose como audaz, frente a esta crisis económica. Durante este tiempo, la programación académica no se redujo y los estándares de admisión se mantuvieron altos para mantener la competitividad con las principales instituciones del país.
Rose fue citada diciendo: "La Universidad Alfred tiene una herencia orgullosa, una que no se basa en el tamaño. No creo que el futuro de nuestra institución esté en la cantidad de estudiantes, sino en la calidad".

### Instituto de Tecnología de Rochester
Rose fue el séptimo presidente del Instituto de Tecnología de Rochester desde 1979 hasta 1992. Bajo el liderazgo de Rose, RIT incorporó Eisenhower College en 1979 y expandió los programas de humanidades y artes liberales. El primer programa de doctorado en ciencias de la imagen se inició durante su mandato en 1990. En 1990, RIT se asoció con la Universidad de Ciudad del Cabo para ofrecer un programa conjunto de educación en gestión empresarial para estudiantes negros, indios y de raza mixta, con el objetivo de reducir la división racial en Sudáfrica bajo la política de apartheid del gobierno.
En 1991, Rose desató una tormenta de controversia al supuestamente aceptar un puesto encubierto trabajando para la Agencia Central de Inteligencia (CIA) en su sede en Langley, Virginia mientras se desempeñaba simultáneamente como presidente de RIT. La protesta y las investigaciones resultantes del periódico local terminaron efectivamente con su carrera en RIT, y él renunció, poniendo fin a su presidencia al final del año escolar 1991-1992.
En 1998, Rose fue incluida en el RIT Athletic Hall of Fame. Es honrado por su distinguido servicio a la universidad. Su dedicación describe: "Con el estímulo de Rose en la década de 1980, el atletismo interuniversitario RIT ganó prominencia nacional de manera constante... RIT prácticamente transformó su programa de atletismo de uno que rara vez vio el juego de campeonato nacional a uno donde las apariencias de la NCAA se convirtió en un lugar común en deportes como el hockey, fútbol, lacrosse, baloncesto, voleibol, lucha libre, esquí de fondo y la natación."

### Carrera posterior
Rose fue fideicomisario emérito en Roberts Wesleyan College, una universidad privada cristiana de artes liberales en el Estado de Nueva York. También fue fideicomisario de la Universidad de la Fuerza Aérea de EE. UU.

## Vida personal
Estuvo casado con Clarice Ratzlaff durante 65 años. Juntos tuvieron tres hijos: Scott, Eric y Craig.
Rose falleció el 10 de abril de 2021 en su casa en Brooksville, Florida.